# Camille Flammarion
Nicolas Camille Flammarion (Montigny-le-Roi, 26 de febrer de 1842 - Juvisy-sur-Orge, 3 de juny de 1925) va ser un astrònom i escriptor francès. Es va casar amb Gabrielle Renaudot, també astrònoma. Fou un autor prolífic amb més de cinquanta títols publicats, incloent-hi obres de divulgació científica sobre astronomia, diverses novel·les pioneres notables de ciència-ficció i unes quants obres sobre l'espiritisme i temes relacionats. També va publicar la revista L'Astronomie, a partir de 1882. Va mantenir un observatori privat a Juvisy-sur-Orge, França.

## Adepte de l'espiritisme
Flammarion era amic d'Allan Kardec, el codificador de l'espiritisme. Convertint-se en espiritista convicte, ha estat elegit per pronunciar el discurs als peus de la tomba de Kardec, dient que ell era «el bon judici encarnat». Després de la mort de Kardec, va començar a participar en l'estudi teològic de l'espiritisme.
Les obres de Flammarion, a partir de llavors, demostren la seva visió espiritual sobre temes clau per a la humanitat, com es veurà pels títols d'algunes obres que apareixen llistats a la bibliografia. En alguns, com «Relats de l'Infinit», descriu la reencarnació d'un esperit en altres mons i en formes de vida completament diferents de les terrestres.
El capítol VI de «El Gènesi segons l'espiritisme», una de les obres bàsiques de la doctrina, titulat «Uranografia general - L'espai i el temps», és la transcripció d'una sèrie de comunicacions a la Societat Espiritista de París el 1862 i 1863, sota el títol Estudis uranogràfiques. Algunes comunicacions d'aquest treball s'atribueixen a l'esperit de Galileo.

## Obres

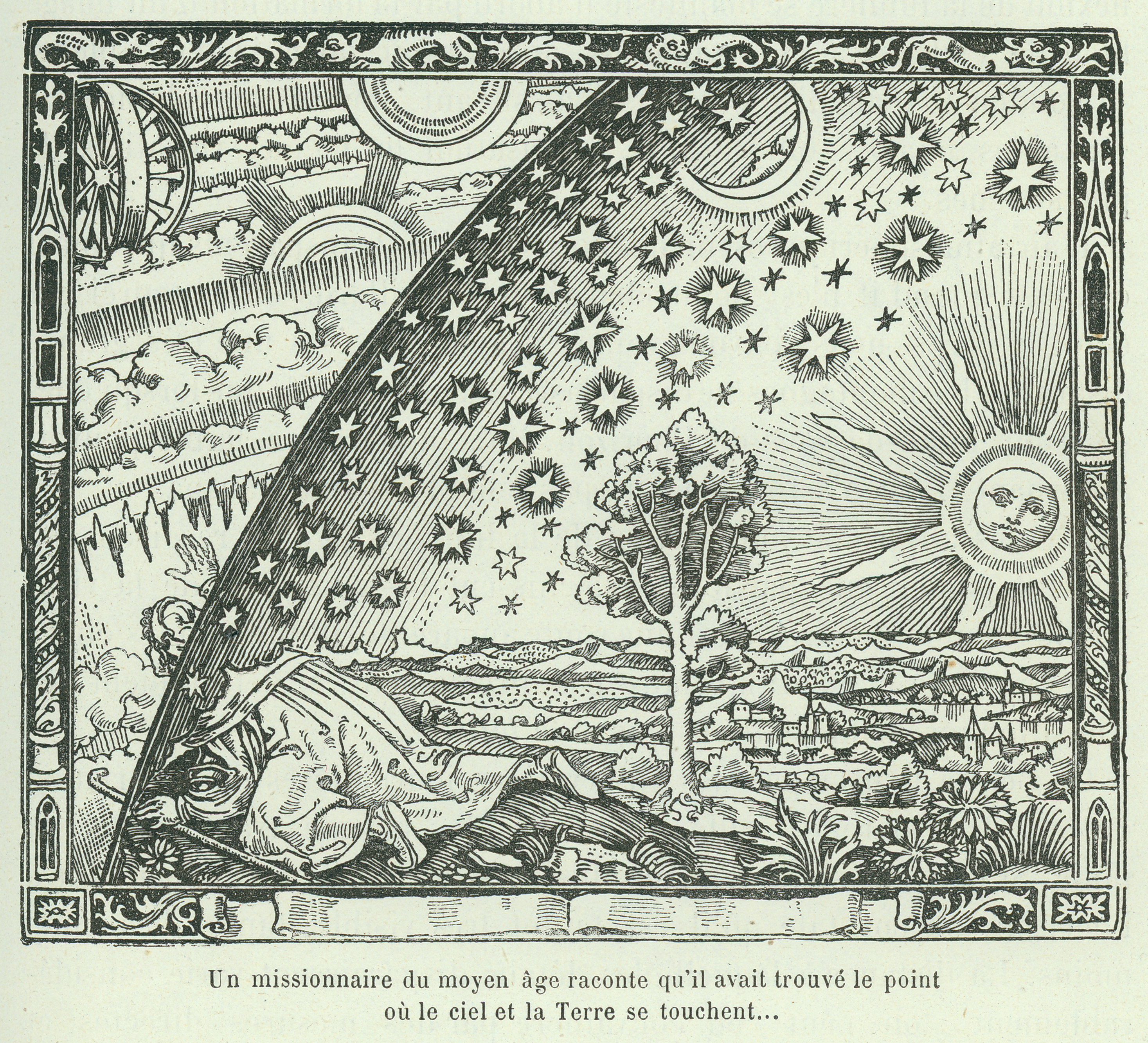
El Gravat Flammarion, famosa il·lustració apareguda a L'Atmosphere: Météorologie Populaire (París, 1888) a la seva pàgina 163, i utilitzada en multitud d'ocasions per a representar el descobriment de l'astronomia per l'home.

- La pluralité des mondes habités (La pluralitat dels mons habitats, 1862)
- Les Mondes imaginaires et les mondes réels (1865)
- Dieu dans la nature (1866)
- Lumen (1867)
- Récits de l'infini (1872)
- Atlas céleste (1877)
- Cartes de la Lune et de la planète Mars (1878)
- Le Monde avant la création de l'homme (1886)
- L'atmosphère: météorologie populaire (1888)
- Astronomie populaire (1880, el seu supervendes)
- Les Étoiles et les Curiosités du Ciel (1882, un suplement de les obres de L'Astronomie Populaire)
- Uranie (1890)
- La planète Mars et ses conditions d'habitabilité (1892)
- La Fin du Monde (The End of the World), (1893, és una novel·la de ciència-ficció sobre un cometa que xoca amb la Terra, seguit per la mort gradual del planeta)
- L'inconnu et les problèmes psychiques (1900, un recull d'experiències psíquiques)
- Mémoires biographiques et philosophiques d'un astronome (1911)
- La Mort et son mystère t. I : Avant la mort (1920)
- La Mort et son mystère, t. II : Autour de la mort (1921)
- La Mort et son mystère, t. III : Après la mort (1922)
- Discours présidentiel à la Society for Psychical Research, suivi d'Essais médiumniques (1923)